# Mohamed Reda El Fassi
Mohamed Reda El Fassi (* 11. Mai 1958 in Rabat) ist ein marokkanischer Diplomat. Er wurde im Januar 2006 von König Mohammed VI. zum marokkanischen Botschafter in Pakistan ernannt.

## Leben
1980 erhielt er einen Doktor in Politikwissenschaft, 1985 einen Master of Arts an der Sorbonne. Von 1987 bis 1989 war El Fassi im marokkanischen Außenministerium beschäftigt. Von 1989 bis 1992 war er erster Botschaftssekretär an der marokkanischen Botschaft in Wien, wo er von 1994 bis 1995 als Geschäftsträger fungierte. 1994 leitete er die Delegation der marokkanischen Regierung bei der Generalversammlung der IAEO in Wien. Von 1994 bis 1995 war er Vorstandsmitglied der IAEO.
Von 1996 bis 1998 war er in leitender Funktion im marokkanischen Außenministerium beschäftigt,
wo er von 1998 bis 1999 den marokkanischen Außenminister beriet. Von Juli 1999 bis 2003 war er bevollmächtigter Botschafter in Deutschland. 2003 bis 2006 leitete er im marokkanischen Außenministerium die Abteilung Internationale Organisationen.